# Boogierock
Boogierock är en genre inom rockmusik som började uppkomma i slutet på 1960-talet. Boogierocken kännetecknas av att den har en fast medryckande 4/4-takt. Till skillnad från sin kusin bluesrocken finns det inte lika mycket utrymme för improvisationer i musiken.

## Några boogierock-grupper
- Bachman-Turner Overdrive
- Canned Heat
- Foghat
- Gary Glitter
- Grand Funk Railroad
- Status Quo[1]
- Suzi Quatro
- ZZ Top

## Några viktiga låtar
- "You Aint Seen Nothin Yet" - Bachman-Turner Overdrive
- "Some Kind of Wonderful" - Grand Funk Railroad
- "Can the Can" - Suzi Quatro
- "Devil Gate Drive" - Suzi Quatro
- "Rock'n'roll PartII" - Gary Glitter
- "I Just Wanna Make Love To You" - Foghat
- "On the Road Again" - Canned Heat
- "Caroline" - Status Quo
- "Rockin' All Over the World" - Status Quo
- "Whatever You Want" - Status Quo